# Venisey
Venisey é uma comuna francesa na região administrativa de Borgonha-Franco-Condado, no departamento de Alto Sona. Estende-se por uma área de 6,8 km². Em 2010 a comuna tinha 135 habitantes (densidade: 19,9 hab./km²).